# 深野悦子
深野 悦子（ふかの えつこ、1972年2月9日 - ）は、日本の元サッカー審判員。現在は国際サッカー連盟 (FIFA)・アジアサッカー連盟 (AFC)・日本サッカー協会 (JFA) の審判インストラクターを務める。

## 来歴
早稲田大学ア式蹴球部女子に所属していた1992年に4級審判員の資格を取得。2003年に女子1級審判員の資格を取得し日本女子サッカーリーグで主審を務める。
2006年にFIFAのライセンスを取得し、国際主審として活躍。AFC U-19女子選手権2007、2008 FIFA U-17女子ワールドカップ、2010 FIFA U-20女子ワールドカップで主審を務めた後、2011年、FIFA女子ワールドカップの審判団に選ばれ、2011 FIFA女子ワールドカップにおいて2試合で主審を務めた。
2012年シーズン限りで第一線を退いた。

## 担当した主な国際大会
- 2011 FIFA女子ワールドカップ
  - グループA： カナダ vs  フランス
  - グループC： スウェーデン vs  アメリカ合衆国